# Stadio Doroteo Guamuch Flores
Lo Stadio Doroteo Guamuch Flores (in spagnolo Estadio Doroteo Guamuch Flores) è uno stadio calcistico di Città del Guatemala. Ospita le partite interne del Comunicaciones e, solitamente, della nazionale di calcio guatemalteca.

## Storia
Lo stadio è stato costruito nel 1948, come parte del progetto per la costruzione di un gruppo di impianti sportivi denominati Ciudad Olímpica, nella Zona 5 della capitale guatemalteca. Originariamente chiamato erroneamente stadio olimpico, in quanto non ha mai ospitato i Giochi olimpici, è principalmente costruito in cemento armato, ed è per questo che è a volte chiamato 'Coloso Concreto'. È stato inaugurato il 18 agosto 1950, per ospitare i Giochi centramericani e caraibici del 1950, nei quali ha vinto l'atleta locale Mateo Flores.
Dopo il trionfo di Flores, nel 1952 alla Maratona di Boston, il governo guatemalteco decide di rinominare lo stadio in riconoscimento ai suoi successi internazionali. Da allora, lo stadio è anche chiamato El Mateo.
Nel 1973, lo stadio ha ospitato la prima edizione dei Giochi del Centro America (Juegos Deportivos Centroamericanos), e da allora è stato teatro di altre due edizioni, nel 1986 e nel 2001. Nel 1995 l'impianto ha ospitato anche la quindicesima edizione dei Campionati centroamericani e caraibici di atletica leggera.
Nel corso degli anni, lo stadio è stato anche il punto d'arrivo dell'annuale Vuelta a Guatemala, corsa a tappe di ciclismo su strada.

## La strage del 16 ottobre 1996

### Cambio di nome
64 anni dopo l'inaugurazione, lo stadio è stato ribattezzato, giacché fino al mese di agosto del 2016 portava il nome "Stadio Mateo Flores".  In effetti nel mese di agosto del 2016 la camera dei deputati presentò il ddl come di urgenza nazionale, nel marco della giornata dei Popoli Indigeni (che si celebra il 9 agosto di ogni anno per risoluzione dell'ONU).  Il decreto numero 42-2016 che ufficializza il nuovo nome dello stadio fu pubblicato venerdì 26 agosto del 2016 nella Gazzetta Ufficiale, entrando in vigore il 27 agosto 2016.